# George Lepping

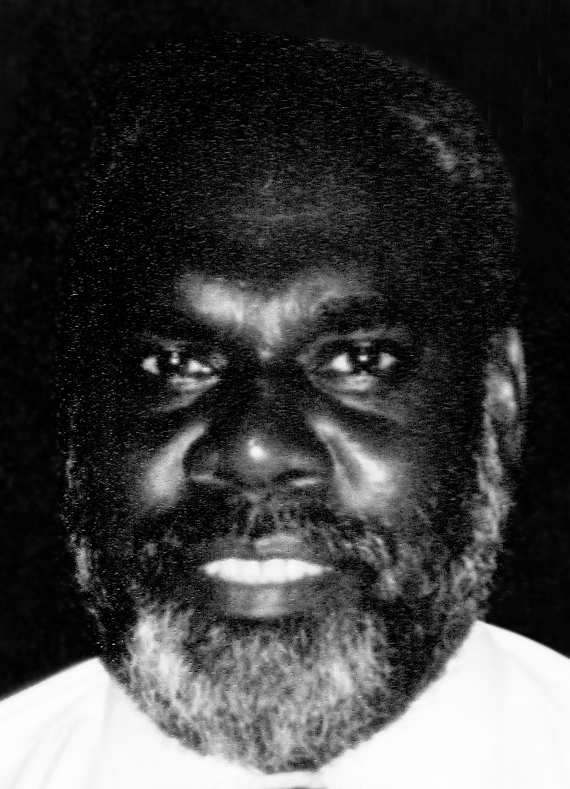
Sir George Lepping, 1993

Sir George Gerea Dennis Lepping GCMG, MBE (* 22. November 1947 auf den Shortland-Inseln, Provinz Western, Salomonen; † 24. Dezember 2014 in Honiara, Salomonen) war ein Politiker der Salomonen, der zwischen 1988 und 1994 zweiter Generalgouverneur der Salomonen war.

## Leben
Lepping wurde am 7. Juli 1988 als Nachfolger von Sir Baddeley Devesi zweiter Generalgouverneur der Salomonen und bekleidete dieses Amt sechs Jahre lang bis zu seiner Ablösung durch Moses Pitakaka am 7. Juli 1994. Am 17. August 1988 wurde er als Knight Grand Cross des Order of St Michael and St George zum Ritter geschlagen, so dass er fortan den Namenszusatz „Sir“ führte.
Im März 2010 wurde Sir George Lepping zum Vorsitzenden des Komitees zur Organisation des vom Sekretariat der Pazifischen Gemeinschaft veranstalteten Festival of Pacific Arts ernannt, das im Juli 2012 auf den Salomonen stattfinden soll.